# 藤沢和雄
藤沢 和雄（ふじさわ かずお、1951年9月22日 - ）は、中央競馬（JRA）・美浦トレーニングセンターに所属していた元調教師。調教師として1570勝をあげた名伯楽として知られており、1993年から2009年までの間に、12度のJRA賞最多勝利調教師を獲得した。
戸籍上の表記は藤澤 和雄だが、JRAでは旧字体等での登録が認められていないため、新字体の「藤沢」に修正して登録、引退後の活動名も修正名義としている。ただし、一部媒体では旧字体の名義を使用することもある。
なお、同姓の調教師・藤沢則雄（栗東所属）との区別のため、競馬新聞・スポーツ新聞等では「藤沢和」と表記されていた（両者に血縁関係はない）。

## 経歴
大学にて教職課程を修得するが、教師への適性にみずから疑問を抱き、父の友人である小牧場「青藍牧場」の主、田中良熊のもとで馬産の手伝いをするようになる。しかし、そのころはホースマンになろうという確固たる信念はなく、競馬界は自身の将来を定めるまでの短い「腰掛け」に過ぎなかった。
しかし、青藍牧場で働くさなか、徐々に田中の影響を受け、ホースマンへの志を固めていく。そして田中の強い勧めでイギリスへ渡り、名門厩舎のギャビン・プリチャード・ゴードン厩舎のもとで厩務員として4年間働き、そこで競馬に対する哲学、馬への接し方などの競馬理論を形成していくことになる。ちなみに彼を競馬界へと導いた田中は、和雄がイギリスへ渡った翌年、急死している。
1977年11月に帰国し、美浦・菊池一雄厩舎の調教助手として二冠馬カツトップエース（皐月賞、東京優駿（日本ダービー））の調教に携わるなど、闘病中の菊池に代わり番頭として同厩舎を切り盛りする。菊池が病死し（厩舎清算のため、菊池の死後1年間、佐藤勝美が名目上の後継調教師となっている）、厩舎が解散したあとは、野平祐二に誘われ野平厩舎へ移籍。そこで名馬シンボリルドルフと、のちの厩舎の主戦騎手岡部幸雄とめぐり合うことになる。
1987年、独立して厩舎を開業。初勝利は1988年4月24日の新潟競馬11レースで、若い管理馬たちのリーダーとなるよう、地方競馬からスカウトした老馬ガルダンだった。開業後5年で関東のリーディングトレーナーとなる。1992年にシンコウラブリイで初の重賞（ニュージーランドトロフィー4歳ステークス）、翌1993年には同馬で初のGI（マイルチャンピオンシップ）を勝利。1997年にJRAの年間最多重賞勝利の新記録を達成（13勝）。1998年には岡部の騎乗により、タイキシャトルでフランスのジャック・ル・マロワ賞に勝利する（なお7日前には森秀行管理のシーキングザパールが鞍上武豊でモーリス・ド・ゲスト賞に勝利している）。
2004年には、厩舎初のクラシック制覇（桜花賞）をダンスインザムードで果たし、ゼンノロブロイで秋古馬GI（天皇賞（秋）、ジャパンカップ、有馬記念）を3連勝した。
しかし、厩舎開業から主戦騎手として活躍した岡部が2005年に引退して以降、少しずつ勢いは無くなっていき、2006年のヴィクトリアマイルをダンスインザムードで制して以降はペルーサやコディーノなど重賞馬は輩出するものの、GIタイトルには手が届いていなかった。2014年の天皇賞・秋をスピルバーグが弟子の北村宏司を背に勝利。およそ8年ぶりのGI勝利となった。
2016年頃から全盛期の勢いが盛り返し、フランケル産駒のソウルスターリングで阪神ジュベナイルフィリーズを、サトノアレスで朝日杯フューチュリティステークスを制し、史上初の同一年での阪神ジュベナイルフィリーズと朝日杯フューチュリティステークス制覇を達成した。
2017年に入るとオークスを前述のソウルスターリングで、日本ダービーをレイデオロで制し2週連続でのクラシック制覇を成し遂げた。また、オークスと日本ダービーは共に初勝利で、2レースの鞍上はどちらもクリストフ・ルメールだった。特に、日本ダービーでは厩舎悲願の牡馬クラシック初制覇を成し遂げた。
2020年6月13日、函館競馬第10競走で勝利し、JRA通算1500勝を達成した。これは尾形藤吉調教師の1670勝に次ぐ史上2人目の快挙であった。その偉業を称え、美浦トレーニングセンターに「一勝より一生」と文字が刻まれた記念碑が建立された。年末にはこの記録が称えられて東京競馬記者クラブ賞・2020年度JRA賞特別賞を受賞した。
2021年6月29日、農林水産省より農林水産大臣表彰を受賞した。
2022年2月7日、東京競馬記者クラブ賞特別功労賞を受賞。同年2月28日付けで定年のため、調教師を引退。前日2月27日の中山競馬が実質の引退日となり、第4・第7競走と2勝を挙げ、尾形藤吉に次ぐ歴代2位記録であるJRA通算1570勝(重賞126勝)で調教師生活に幕を下ろした。
2022年3月より、JRAとアドバイザリー契約を交わしている。
2022年6月7日、調教師・騎手顕彰者に選出された。
2022年10月30日、東京競馬第6競走「レジェンドトレーナーカップ」に藤沢がプレゼンターとして登場した。レースは、藤沢のかつての管理馬レッドモンレーヴ（蛯名正義厩舎に転籍）が勝利している。

## エピソード、逸話
- 調教手法は「馬なり主体」「速い時計を出さない」点に特徴があるとされる。しかし、これは必ずしも馬に負荷をかけないということではない。元調教助手の野村功は、追い切りをかけた翌日にキャンターをするなど、運動量の豊富さは中央競馬の厩舎の中でも随一であると指摘している[35]。（ただし、運動量が多いという評価をしているのは野村だけである）

- 1996年、シンコウエルメスという3歳牝馬が東京競馬場でデビューし5着に入る。兄に英ダービー馬ジェネラス、妹には英オークスを勝ったイマジンがいる良血馬であったが、追い切りの際に骨折を起こす。普通なら安楽死の措置をとられる重度の骨折であったが、藤沢はなんとか助けてほしいと獣医師に食い下がり、手術が行われ無事成功。その後は厩舎総出で介護にあたり3ヶ月後に完治。無事に繁殖牝馬となり、初仔のエルメスティアラは未出走馬ながら皐月賞馬ディーマジェスティを輩出するなど活躍。二番仔のエルノヴァもエリザベス女王杯3着など重賞戦線で活躍した。2001年からはアイルランドで繁殖生活を送り、2010年に産んだスノーパイン(父ダラカニ)が繁殖牝馬として日本に輸入され、スプリンターズステークスを制したタワーオブロンドンを輩出した。なお、タワーオブロンドンを手掛ける調教師こそ藤沢であり、また、藤沢厩舎の所属馬ではないディーマジェスティが皐月賞を制した時には、「あの馬の血統が花開くとは」と感慨深く語ったという。[36]

- 競走馬の引退式についても、それまでと異なる手法を取り入れた[37]。以前の引退式は現役最後のレースから日を改め、騎手が跨がって本馬場を走らせるというものであった。しかし、その方法では引退式までの間も運動を続けなければならず、引退式を終えるまで故障のリスクが付きまとうため、管理馬であるタイキシャトルの引退式は、最後のレースとなったスプリンターズステークスの当日、レース後に引き馬でお披露目のみという形式で行われた[37]。その後、シンボリクリスエスの引退式も同様の形式で行うと、他厩舎による引退式でもこの手法が採用されるようになった。ただし、管理馬で2021年11月阪神競馬場のマイルチャンピオンシップが現役最後のレースとなったグランアレグリアは、翌12月に中山競馬場で引退式を行っている[37]。

## 調教師成績
|                | 日付           | 競馬場・開催  | 競走名                | 馬名             | 頭数 | 人気 | 着順 |
| -------------- | -------------- | ------------- | --------------------- | ---------------- | ---- | ---- | ---- |
| 初出走         | 1988年3月12日  | 2回東京5日1R  | アラ系3歳上OP         | ケイアイパワー   | 5頭  | 1    | 3着  |
| 初勝利         | 1988年4月24日  | 1回新潟2日11R | 谷川岳S               | ガルダン         | 12頭 | 6    | 1着  |
| 重賞・GI初出走 | 1988年5月15日  | 4回東京8日10R | 安田記念              | ガルダン         | 12頭 | 8    | 6着  |
| 重賞初勝利     | 1992年6月7日   | 3回東京6日11R | ニュージーランドT4歳S | シンコウラブリイ | 10頭 | 4    | 1着  |
| GI初勝利       | 1993年11月21日 | 6回京都6日10R | マイルCS              | シンコウラブリイ | 15頭 | 1    | 1着  |

### タイトル
- 年間最多勝利調教師：12回（1993年、1995年 - 2000年、2002年 - 2004年、2007年、2009年） ※12回・6年連続はともに尾形藤吉に次ぐ歴代2位
- 年間最高勝率調教師：9回（1991年、1996年、1997年、1999年、2001年、2003年、2004年、2009年、2014年） ※9回は歴代最多。2年連続は尾形藤吉に次ぐ歴代2位タイ、2年連続を2回は史上唯一
- 年間最多賞金獲得調教師：8回（1995年 - 1998年、2001年 - 2004年） ※8回は尾形藤吉に次ぐ歴代2位。4年連続は尾形・矢作芳人に次ぐ歴代3位、3年以上連続を2回は史上唯一
- 優秀技術調教師：9回（1993年、1995年 - 2000年、2002年、2005年） ※6年連続・9回はともに歴代最長・最多

## 主な管理馬
※いずれも出走当時のもの。
GI級競走優勝馬
- シンコウラブリイ (1992年NZT4歳ステークス、ラジオたんぱ賞、クイーンステークス、1993年毎日王冠、スワンステークス、マイルチャンピオンシップ)
- バブルガムフェロー （1995年朝日杯3歳ステークス、1996年スプリングステークス、天皇賞 (秋)、1997年鳴尾記念、毎日王冠）
- タイキブリザード （1996年大阪杯、1997年京王杯SC、安田記念）
- シンコウキング （1997年高松宮杯）
- タイキシャトル （1997年ユニコーンステークス、スワンステークス、マイルチャンピオンシップ、スプリンターズステークス、1998年京王杯SC、安田記念、ジャック・ル・マロワ賞、マイルチャンピオンシップ）
- スティンガー （1998年阪神3歳牝馬ステークス、1999年4歳牝馬特別、2000年京都牝馬特別、京王杯SC、2001年京王杯SC）
- シンボリインディ （1999年NHKマイルカップ、2000年京成杯AH）
- ゼンノエルシド （2001年京成杯AH、マイルチャンピオンシップ）
- シンボリクリスエス （2002年青葉賞、神戸新聞杯、天皇賞 (秋)[注釈 2]、有馬記念、2003年天皇賞 (秋)、有馬記念）
- ゼンノロブロイ （2003年青葉賞、神戸新聞杯、2004年天皇賞 (秋)、ジャパンカップ、有馬記念）
- ダンスインザムード （2004年フラワーカップ、桜花賞、2006年ヴィクトリアマイル、キャッシュコールマイル招待ステークス）
- スピルバーグ （2014年天皇賞 (秋)）
- ソウルスターリング （2016年阪神ジュベナイルフィリーズ、2017年チューリップ賞、優駿牝馬）
- サトノアレス （2016年朝日杯フューチュリティステークス）
- レイデオロ （2016年ホープフルステークス、2017年東京優駿、神戸新聞杯、2018年オールカマー、天皇賞 (秋)）
- タワーオブロンドン （2017年京王杯2歳ステークス、2018年アーリントンカップ、2019年京王杯SC、セントウルステークス、スプリンターズステークス）
- グランアレグリア （2018年サウジアラビアロイヤルカップ、2019年桜花賞、阪神カップ、2020年安田記念、スプリンターズステークス、マイルチャンピオンシップ、2021年ヴィクトリアマイル、マイルチャンピオンシップ）

その他重賞競走優勝馬
- サイレントハピネス (1995年4歳牝馬特別、ローズステークス)
- プレストシンボリ (1995年ラジオたんぱ賞)
- タイキマーシャル （1997年エプソムカップ）
- アグネスカミカゼ （1997年目黒記念）
- タイキエルドラド （1997年アルゼンチン共和国杯）
- ロードアックス （1997年ラジオたんぱ杯3歳ステークス）
- エアザイオン （1999年クイーンステークス）
- マチカネキンノホシ （2000年アメリカジョッキークラブカップ、アルゼンチン共和国杯)
- スイートオーキッド （2000年クリスタルカップ）
- タイキトレジャー （2000年函館スプリントステークス）
- ロードクロノス （2001年中京記念）
- マグナーテン （2001年関屋記念、2002年関屋記念、毎日王冠、2003年アメリカジョッキークラブカップ)
- ダイヤモンドビコー （2001年ローズステークス、2002年中山牝馬ステークス、府中牝馬ステークス、阪神牝馬ステークス)
- エアスマップ （2001年オールカマー)
- シャイニンルビー （2002年クイーンカップ）
- ボールドブライアン （2003年東京新聞杯）
- ハッピーパス （2003年京都牝馬ステークス）
- ウインラディウス （2004年東京新聞杯、京王杯SC、2005年富士ステークス）
- スズノマーチ （2005年エプソムカップ）
- キングストレイル （2005年セントライト記念、2007年京成杯AH）
- ジャリスコライト （2006年京成杯）
- イクスキューズ （2007年クイーンカップ）
- フライングアップル （2007年スプリングステークス）
- カジノドライヴ  （2008年ピーターパンステークス）
- マチカネニホンバレ （2009年エルムステークス）
- レッドスパーダ （2010年東京新聞杯、2013年関屋記念、2014年京王杯SC）
- ペルーサ （2010年青葉賞）
- ダンスファンタジア (2011年フェアリーステークス)
- コディーノ （2012年札幌2歳ステークス、東京スポーツ杯2歳ステークス）
- ルルーシュ （2012年アルゼンチン共和国杯）
- バウンスシャッセ （2014年フラワーカップ、2015年中山牝馬ステークス、2016年愛知杯）
- ロサギガンティア （2014年スプリングステークス、2015年阪神カップ）
- チェッキーノ （2016年フローラステークス）
- エポワス （2017年キーンランドカップ）
- ゴーフォザサミット （2018年青葉賞）
- ムーンクエイク （2018年京王杯SC）
- シェーングランツ （2018年アルテミスステークス）
- コントラチェック （2019年フラワーカップ、ターコイズステークス、2021年オーシャンステークス）
- レイエンダ （2019年エプソムカップ）
- サンクテュエール （2020年シンザン記念）

その他
- ヤマトダマシイ
- シンコウエルメス (ディーマジェスティの母の母)
- タイガーマスク
- ラドラーダ (レイデオロの母)

## テレビ出演
- スーパー競馬（1994年4月17日、第54回皐月賞のゲスト解説として田中勝春と共に出演）